# Apple IIc
Apple IIc（アップル・ツーシー）は、Appleが1984年に発売した、Apple II シリーズのコンパクト機である。

## 概要
1977年に発表されたApple IIは、キーボード一体型のケースに収容された拡張性の高いマイクロコンピュータとして一世を風靡し、非常に多くのユーザに支持された。
販売数の増加と共にApple IIは幾度かのアップデートを受け、Apple II Plusに、そして1983年発売のApple IIeへと進化していったが、従来、同じ基本設計のまま7年間にわたって使われてきた拡張性の高いベージュ色のケースを捨てて、白くスリムなキーボード一体型ケースに収められたコンパクトタイプのApple IIシリーズとして1984年に発表されたのがApple IIcである。
ちなみに、従来型のケースに収められていたApple IIeは、1987年以降はケースのカラーをプラチナグレーに変更するなどのアップデートを受けつつ1993年まで生産が続けられており、Apple IIcは、あくまでもApple IIシリーズのバリエーションの一つであって、IIeの後継機種であった訳では無い。
また1986年のApple IIGSの登場後も、アップグレードされたApple IIc Plusの生産が1990年まで続けられていた。従って、1986年から1990年までの約3年の間は、Apple IIシリーズとして3機種の選択肢が存在していたことになる。

## 特徴
Apple IIcの最大の特徴は、当時としては非常に薄型と言えるスタイリッシュなケースに納められていることに有り、「ポータブルなコンピュータ」としての位置づけを前面に押し出していた。実際、5インチのフロッピーディスクドライブ（後の強化版であるApple IIc Plusでは3.5インチに変更）まで内蔵したオフホワイトのケース後部にはハンドルが設けられており、3キロ強の本体重量と相まって、1980年代のマシンとしては（本体に限ってみれば）十分に可搬型と言えるものであった。
また、その可搬性を強化するために、モノクロ表示の小型液晶ディスプレイもオプションで用意されていた。1984年当時公開されたSF映画『2010年』（『2001年宇宙の旅』の続編）では、主人公が海辺で液晶ディスプレイ付のApple IIcを使っているシーンが登場している。
ただし、Apple IIc自体はバッテリを内蔵していないので駆動にはAC電源が必須であり、実際に液晶ディスプレイとのセットで可搬用途に使用したユーザは極く少数であったといわれている。結局、バッテリによる屋外での駆動が可能な、Apple製の「ポータブル」なパーソナルコンピュータの登場は、1989年のMacintosh Portableの発表まで待たなければならなかった。
ともあれ著名なデザイン集団であるフロッグデザインの手による未来的な白いケースと、同デザインのスタイリッシュなCRTモニタ（9インチのモノクロおよび12インチのカラーの2種類）が組み合わされた姿は、デザインに敏感な多くのユーザーを魅了した。後日、IIcと同じ「スノー・ホワイト」と呼ばれるデザインランゲージで構成されたプリンター製品の「イメージライターII」はグッド・デザイン賞を受賞している。
その後、初期のMacintoshシリーズのデザインで一躍名をはせることになるフロッグデザインにとって、このIIcは初めてのAppleとの大型プロジェクトであると同時に、後にMacintosh IIシリーズのデザインを展開していく上での基礎となったプロダクトデザインであったといえる。
特にIIcのキーボードに採用されたフラットなデザインのキートップは、後のApple IIGSやMacintosh IIシリーズの外付けキーボードのデザインの原型となっており、IIGS用のキーボードは、一部マニアの間でカルト的な人気を誇るに至った。
またIIcは、Apple IおよびApple IIシリーズの開発者であったスティーブ・ウォズニアックの手を離れて、スティーブ・ジョブズが主導したプロジェクトであることも知られており、拡張性よりもオールインワンでの使い勝手を追求し、「コンパクトなボディに必要な機能を納め、原則としてエンドユーザに中身を触らせない」という方向性は、同じく1984年に発売された初代Macintoshと同じ設計思想に基づいていたといえよう。
しかしながら、8個の拡張カード用スロットを持ち、ユーザーの要求に合わせた様々な機能強化が可能であった従来のApple IIシリーズに比べて、拡張性を廃したApple IIcは市場に大きくは受け入れられず、当初の販売は伸び悩んだ。
同じデザイン思想であったとは言え、かたやMacintoshがGUIによる利用を前面に押し出した、当時としては全く新しい方向性を持つ（ただし非常に高価な）パーソナルコンピュータだった事に対し、あくまでもApple IIシリーズの一機種として認知されたIIcは、従来のApple IIユーザから見ればコンパクトさ・スタイリッシュさと引き替えに、利用目的が非常に限られた物として映ったことは如何ともしがたかった。
Apple IIcの最終的な販売台数は公式には発表されていないが、総計500万台を生産したと言われているApple IIシリーズ（もちろん、これはAppleの純正品のみの話で有り、数え切れないほど存在した海賊版製品は把握されていない）の販売数のほとんどはApple II、Apple II Plus、Apple IIe、などのメインストリーム筐体のマシンで占められており、6年間に渡るIIcラインの総販売数は（II GSと並んで）割合としてはわずかに過ぎないと言われている。
1988年9月には、Apple IIc Plusとしてアップデートされ、CPU速度及びRAM搭載量が強化されたほか、内蔵フロッピーディスクドライブが5.25インチから3.5インチに変更された。また、それまでは外付けボックスだった電源（AC/DCコンバータ）が内蔵されると共にI/Oポート類も変更を受けて、細部の外観が若干変更されている。
結局、Apple IIc Plusの生産は1990年まで続いたが、最後まで生産されたApple IIシリーズの座は初代Apple IIの直系であるApple IIe Platinum（1993年生産終了）のものとなり、IIcはApple IIGS（1992年生産終了）と共に「後から現れ、先に消えた」Apple IIのバリエーションの一つとなった。
しかしながら、製品の外観に全く無頓着であったスティーブ・ウォズニアックとは対照的に、「ホームエレクトロニクス製品であるコンピュータ」としての見た目にこだわって、初代Apple IIに、その後15年に渡って利用され続けることになる特徴的なプラスティックケースを与えたのが、IIcのデザインコンセプトを主導した他ならぬスティーブ・ジョブズであったことは特筆に値しよう。

## 主な仕様

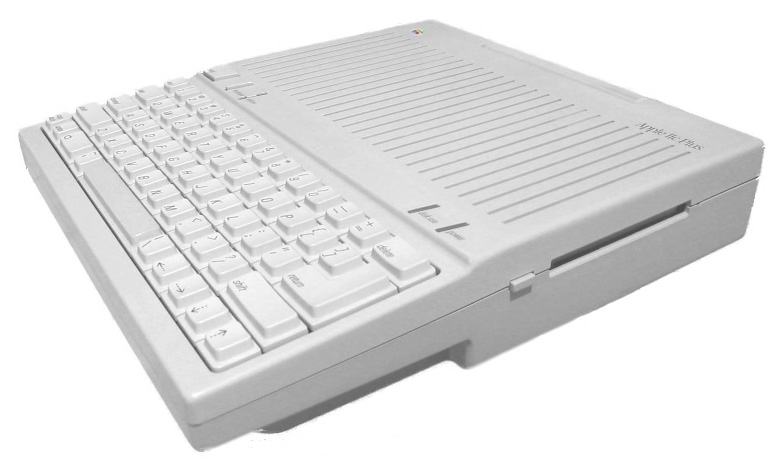
Apple IIc Plus: 3.5インチのフロッピーディスクドライブ搭載

### Apple IIc
- プロセッサ：WDC 65C02 1MHz[4]
- メインメモリ：128KB（最大1MB）
- ディスクドライブ：140KBの5.25インチ フロッピーディスクドライブ搭載
- 電源アダプター[5]

### Apple IIc Plus
- プロセッサ：VL65NC02 1MHz/4MHz
- メインメモリ：128KB（最大1MB）
- ディスクドライブ：800KB 3.5インチ フロッピーディスクドライブ搭載
- 内蔵電源